# 김기욱
김기욱(金奇昱, 1983년 6월 3일 ~ )은 대한민국의 희극인이자 온라인콘텐츠창작자 겸 가수이다.

## 생애
1983년 6월 3일, 광주에서 태어났다. 2002년 연극배우 첫 데뷔한 그는 이듬해 2003년 SBS 7기 개그맨 공채로 정식 데뷔하여 《웃음을 찾는 사람들》에서 화상고로 큰 인기를 끌었지만 2005년 무릎인대 파열로 심각한 부상을 입어 방송 활동을 중단하였고 지금은 많이 회복하여 해피트리라는 그룹으로 가수 활동을 하고있다.
《코미디빅리그》에서 아3인의 한명으로서 ARMY로 활동했으나 음주운전으로 자숙을 하고 있다가 《코미디빅리그 시즌 3》에 복귀를 예고했다가 2017년에 복귀하였다.

## 출연작

### 예능
- SBS 《웃음을 찾는 사람들》
  - 《화상고》
- SBS 《일요일이 좋다 - X맨을 찾아라》
- 2007년 MBC 《기분 좋은 날》
- 2007년 MBC 《톡톡톡! 오후 2시》
- 2010년 EBS 《한글기차 치포》
- 2010년 온게임넷 《하트비트 메가폰》
- 2012년 tvN 《코미디빅리그 시즌 3》
  - 《관객 모욕》
  - 《친구》 학생2 역
  - 《사망토론》 해운대 교수 역
  - 《까톡친구들》 프로도 역
  - 《더티댄싱》
  - 《원초적 본능》
  - 《신의 한수》
  - 《직장살이》
  - 《브로맨스》
- 2012년 KBS2 《여유만만》
- 2013년 온게임넷 《켠김에 왕까지》
- 2014년 KBS1 《TV쇼 진품명품》
- 2014년 온게임넷 《왓따! 풍선껌크게불기 챔피언쉽 시즌 3》
- 2014년 KBS2 《인간의 조건》
- 2014년 매일경제TV 《건강한의사》
- 2017년 네이버TV 《차놀자》
- 2018년 JTBC 《TV정보쇼 빅픽처》
- 2018년 YTN 사이언스 《4차 산업혁명 JOB아라》
- 2021년 매일경제TV 《한방이 답이다》
- 2023년 JTBC 《아는형님》

### 드라마
- 2012년 tvN 《응답하라 1997》 - 휴대폰 판매점 직원 역 (특별출연)
- 2013년 SBS 《돈의 화신》 - 건달 역 (카메오 출연)
- 2014년 SBS 《닥터 이방인》 - 건달 역 (카메오 출연)
- 2014년 tvN 《아홉수 소년》 - 개그맨 역 (카메오 출연)
- 2015년 MBC 《킬미힐미》 - 오메가 작가의 팬 역 (카메오 출연)
- 2015년 tvN 《초인시대》
- 2015년 KBS2 《너를 기억해》 - 베개매장 직원 역

### 그외
《갤럭시 안전 프로젝트》-갈비서 역

### 유행어
- "호이짜~! 호이짜~!" - 웃찾사 《화상고》
- "누가 나 얘기하는데 껴들어~?" - 코미디빅리그 《사망토론》

### 뮤직 비디오
- 배드키즈 귓방망이

### CF
- 팔도 비빔면
- 롯데제과 용의 전설 레전더
- SK텔레콤 투게더요금제